# Draslíková selektivní elektroda
Draslíková selektivní elektroda je iontově selektivní elektroda používaná na měření koncentrace draslíku ve vodných roztocích.
Jedná se zpravidla o elektrody s iontoměničovými membránami, používajícími jako nosič iontů valinomycin. 
Rušivé účinky mají (sestupně podle intenzity) tyto ionty: rubidný, cesný, amonný, sodný, vápenatý, hořečnatý, a lithný. Nejvýznamnějším zdrojem rušení bývají amonné kationty, obzvláště v případech, kdy je jejich koncentrace podobná jako u draselných. I když se v biologických vzorcích často nacházejí také vysoké koncentrace sodíku, tak jsou jejich vlivy tak malé (kolem 5×10−8 běžných úrovní koncentrace sodíku), že je třeba je uvažovat pouze u vzorků s velmi nízkými koncentracemi draslíku. Vlivy rubidia a cesia jsou silnější, ale ve většině případu se tyto ionty objevují v dostatečně nízkých množstvích. Rušení u vápníku, hořčíku, nebo lithia je tak slabé, že rovněž nepředstavují při běžných koncentracích významnou překážku.